# Präfekturuniversität Fukuoka

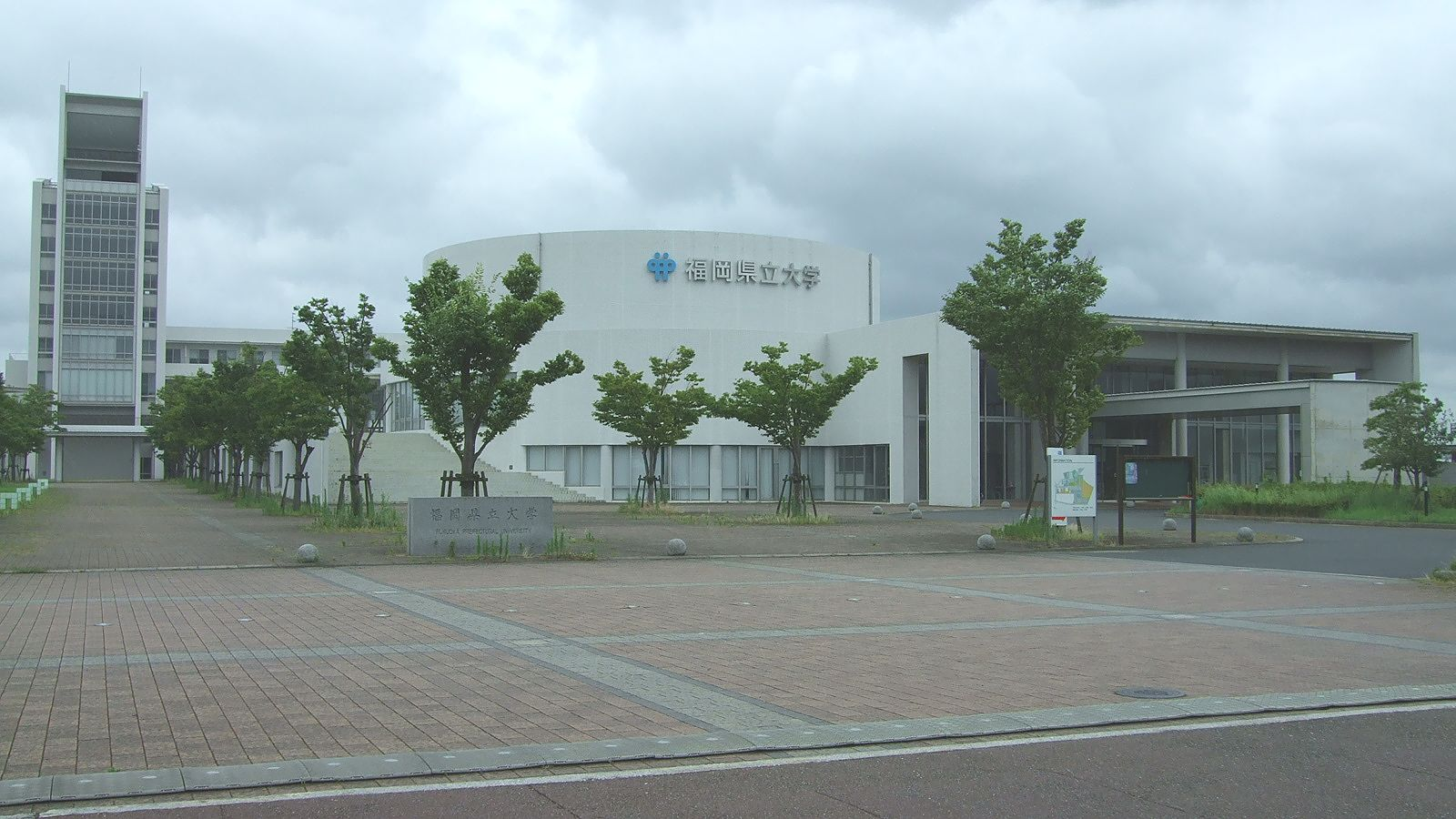
Präfekturuniversität Fukuoka (2011)

Die Präfekturuniversität Fukuoka (japanisch 福岡県立大学 Fukuoka-kenristu daigaku; engl. Fukuoka Prefectural University, kurz: FPU) ist eine öffentliche (präfekturale) Universität in Tagawa in der Präfektur Fukuoka (Japan).

## Geschichte
Die Ursprünge der Universität liegen in der Präfekturalen Gesundheitspflegeschule Fukuoka (福岡県立保健婦学校 Fukuoka-kenritsu hokenfu gakkō, gegründet 1945) und der Präfekturalen Kinderpflege-Fachakademie Fukuoka (福岡県立保育専門学院 Fukuoka-kenritsu hoiku semmon gakuin, gegründet 1952).
Kinderpflegeschule
1954 wurde die Kinderpflege-Fachakademie in Präfekturale Ausbildungsstätte der Kinderpflegerinnen Fukuoka umbenannt. 1967 zog sie in den heutigen Tagawa-Campus um, und wurde in Präfekturale Kurzuniversität für Sozialwerk und Vorschulpädagogik Fukuoka (福岡県社会保育短期大学, Fukuoka-kenritsu shakai hoiku tanki daigaku) reorganisiert.
Kranken- und Gesundheitspflegeschule
1952 wurde die Gesundheitspflegeschule in Präfekturale Ausbildungsstätte der Gesundheitspflegerinnen Fukuoka umbenannt, 1962 dann in Präfekturale Schule für Öffentliche Gesundheit und Krankenpflege Fukuoka. 1971 wurde sie in Präfekturale Krankenpflegefachschule Fukuoka (福岡県立看護専門学校 Fukuoka-kenritsu kango semmon gakkō) reorganisiert.
Präfekturuniversität Fukuoka
1992 wurde die Präfekturale Kurzuniversität für Sozialwerk und Vorschulpädagogik Fukuoka zur 4-jährigen Präfekturuniversität Fukuoka erhoben. Sie begann mit einer Fakultät (Human- und Sozialwissenschaften). 1997 richtete sie die Graduiertenschule (Masterstudiengänge) ein. 2003 wurde die Präfekturale Krankenpflegefachschule Fukuoka zur Fakultät für Pflegewissenschaft der FPU umgewandelt.

## Fakultäten
- Fakultät für Human- und Sozialwissenschaften (人間社会学部, School of Human and Social Sciences[5])
  - Abteilung für Öffentliche Soziologie
  - Abteilung für Soziale Wohlfahrt
  - Abteilung für Psychologie und Vorschulpädagogik (人間形成学科, Department of Human Development and Education)
- Fakultät für Pflegewissenschaft